# ديفيد كاربنتر (كاتب)
ديفيد كاربنتر (بالإنجليزية: David Carpenter)‏ (1941، إدمونتون في كندا)؛ كاتب وروائي كندي.